# Ugarci (Chorwacja)
Ugarci – wieś w Chorwacji, w żupanii pożedzko-slawońskiej, w mieście Požega. W 2011 roku liczyła 57 mieszkańców.